# Antonio Gomar y Gomar
Antonio Gomar y Gomar (Benigánim, 26 de marzo de 1849-Madrid, 21 de junio de 1911) fue un pintor español, que cultivó el paisajismo. Destacó en su época por realizar frescos de pintura decorativa de lugares como el Casino de Madrid, en su momento el Café de Fornos y el comedor del palacio de los duques de Santoña. 

## Biografía
Nació en la localidad de Benigánim, al sur de la provincia de Valencia. Fue en su periodo de formación alumno de Rafael Montesinos y Ramiro  y de Luis Téllez-Girón Belloch, en la Escuela de Bellas Artes de San Carlos. Su actividad pintora le lleva a presentarse a diversas exposiciones en España. Se estableció en Madrid en el año 1871, y montó estudio en el ático del número 21 de la calle del Caballero de Gracia (cercano a la Gran Vía). Fue muy solicitado por la aristocracia de la época para que decorase con pinturas los salones de diversos palacios. 
Joaquín Sorolla y Bastida le retrató a la edad de cincuenta y tres años: El pintor Antonio Gomar y Gomar, y el músico Isaac Albéniz le dedicó una de sus obras de piano, la Danza nº 4 en sol mayor.

## Obras relevantes
- El Albaicín (Granada), óleo sobre tela, Museo del Prado (catalogada P6240)[3]
- La fuente de San Pascual, óleo sobre tela, Museo del Prado (catalogada P4193) (en depósito al Congreso de Diputados de Madrid)
- Paisaje, óleo sobre tela, Museo del Prado (en depósito a la Diputación de Pontevedra)
- Paisajes, óleo sobre tela, Casino de Madrid[4]
- Vista de Santander, Museo de Bellas Artes de Santander[5]
- Ruinas del anfiteatro de Sagunto, Museo de Bellas Artes de Córdoba

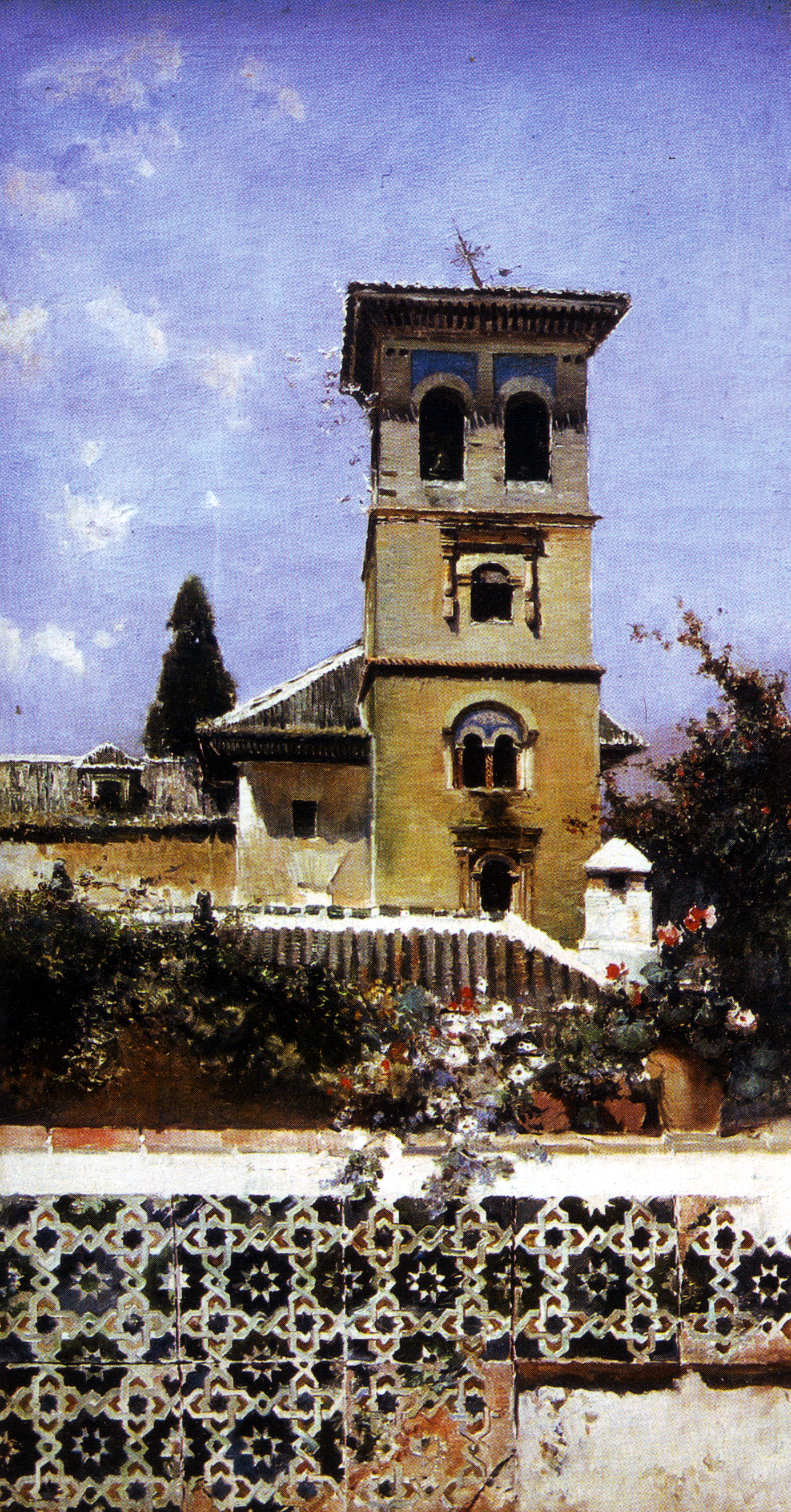
La Torre de San Bartolomé Granada.
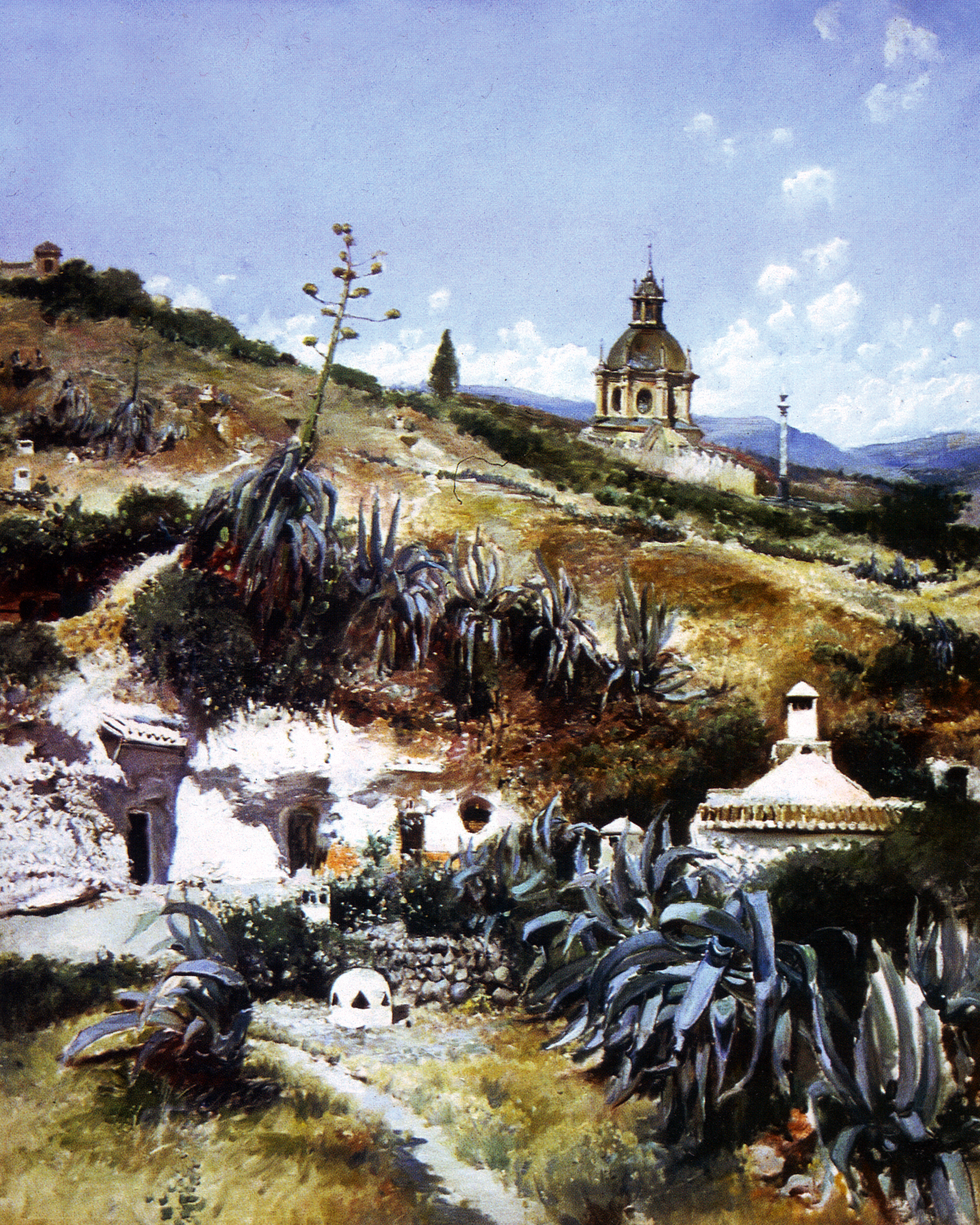
Abadia del Sacromonte Granada.
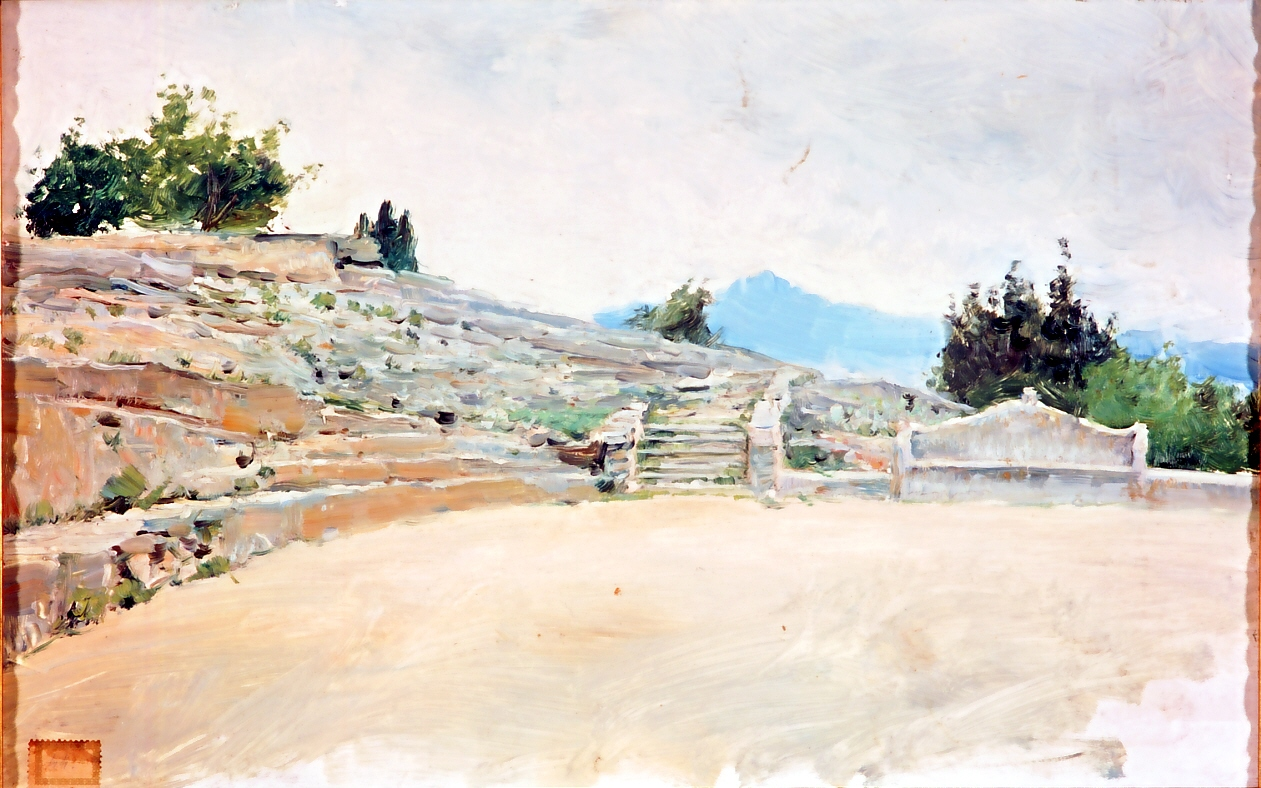
Ruinas del anfiteatro de Sagunto.
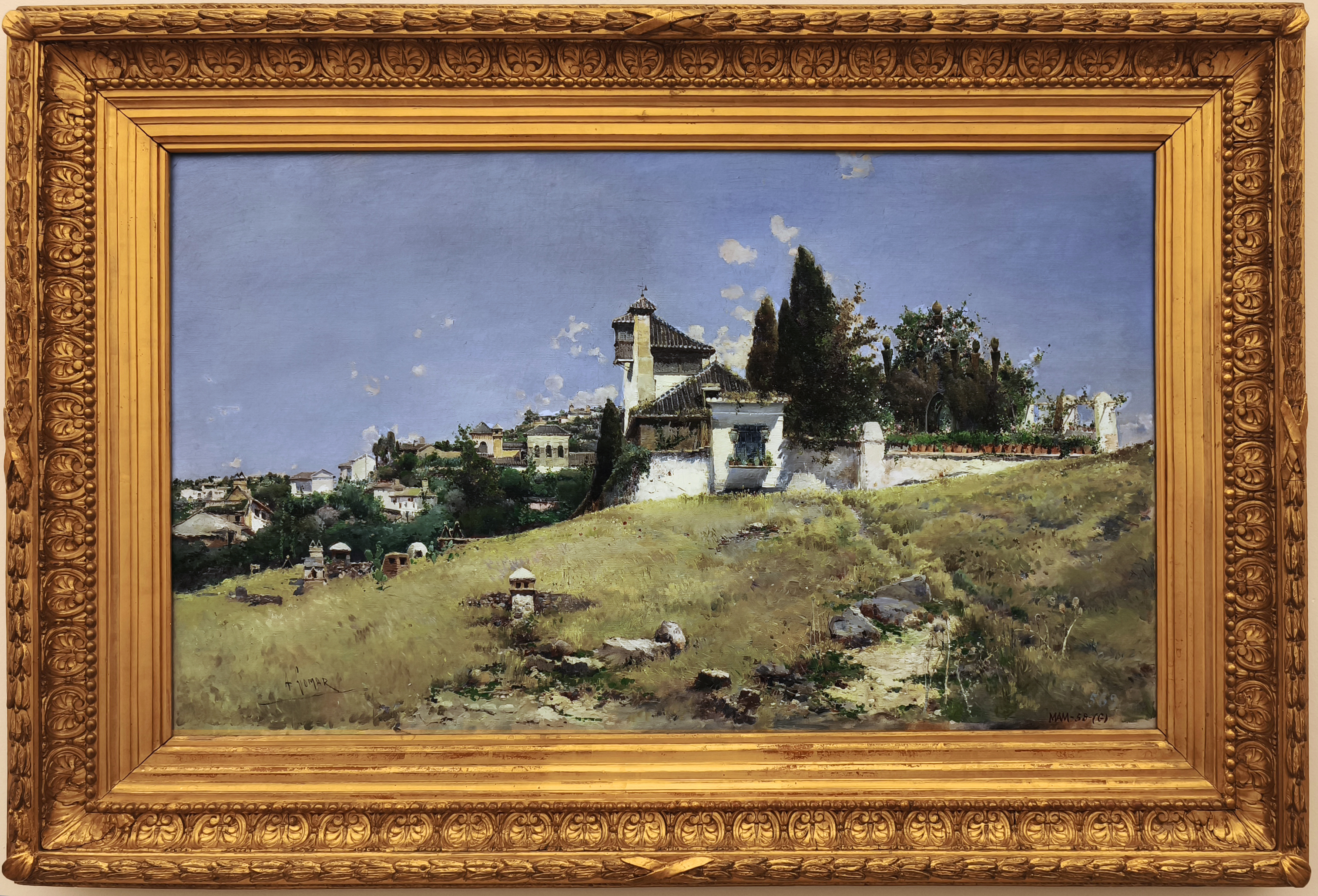
El Albaicín